# Aarikkala
Aarikkala är en by i den f.d. kommunen Keikyä (en del av den nuvarande kommunen Sastamala), Birkaland. Byn ligger på den västra stranden av Kumo älv, cirka 2 km söder om det före detta kommuncentret i Äetsä.